# Ліпяни (Нижньосілезьке воєводство)
Ліпяни (пол. Lipiany) — село в Польщі, у гміні Болеславець Болеславецького повіту Нижньосілезького воєводства.
Населення — 163 особи (2011).
У 1975-1998 роках село належало до Єленьоґурського воєводства.

## Демографія
Демографічна структура станом на 31 березня 2011 року:
|          | Загалом | Допрацездатний вік | Працездатний вік | Постпрацездатний вік |
| -------- | ------- | ------------------ | ---------------- | -------------------- |
| Чоловіки | 87      | 22                 | 60               | 5                    |
| Жінки    | 76      | 13                 | 53               | 10                   |
| Разом    | 163     | 35                 | 113              | 15                   |